# Józef Muskała
Józef Muskała (ur. 8 marca 1919 w Chorzowie, zm. 15 czerwca 2010 w Karlstein am Main) – polski piłkarz występujący na pozycji napastnika.

## Kariera piłkarska
Muskała był wychowankiem AKS–u Chorzów, w którym trenował w latach 1933–1937. Następnie reprezentował do momentu wybuchu II wojny światowej Lechię Tomaszów Mazowiecki. W czasie okupacji grał dla Bergknappen Königshütte (1939–1940), po czym został wcielony do Wehrmachtu. Będąc żołnierzem trafił do niewoli w Al-Alamajn, a następnie przeszedł na stronę aliantów i służył w Wojsku Polskim. W 1945 roku związał się na dwa lata ze szkockim zespołem Kilmanock Rover, po czym wrócił do Polski i zasilił macierzysty klub. W AKS–ie zadebiutował 14 marca 1948 roku w wygranym 0:3 meczu z Rymerem Rybnik, zaś pierwszą bramkę strzelił 11 kwietnia 1948 roku w zwycięskim 2:1 spotkaniu z Wisłą Kraków. Muskała występował w AKS–ie przez trzy sezony. W 1951 roku przeszedł do Górnika Radlin, zaś w kolejnym roku do Ślęzy Wrocław. W 1953 roku wrócił na dwa sezony do AKS–u, natomiast karierę zakończył w Koszarawie Żywiec, gdzie występował do 1958 roku. W 1959 roku wyjechał do Niemiec. Według źródeł miał pełnić rolę grającego trenera w niższych ligach.

## Statystyki

### Klubowe w latach 1948–1950 i 1953–1954
| Sezon | Klub        | Liga   | Liga krajowa | Liga krajowa | Puchar Polski | Puchar Polski | Łącznie | Łącznie |
| ----- | ----------- | ------ | ------------ | ------------ | ------------- | ------------- | ------- | ------- |
| Sezon | Klub        | Liga   | Meczów       | Bramek       | Meczów        | Bramek        | Meczów  | Bramek  |
| 1948  | AKS Chorzów | I Liga | 26           | 10           | –             | –             | 26      | 10      |
| 1949  | AKS Chorzów | I Liga | 21           | 5            | –             | –             | 21      | 5       |
| 1950  | AKS Chorzów | I Liga | 11           | 1            | –             | –             | 11      | 1       |
| 1953  | AKS Chorzów | I Liga | 20           | 3            | 2             | 1             | 22      | 4       |
| 1954  | AKS Chorzów | I Liga | 14           | 4            | 2             | 0             | 16      | 4       |
| Razem | Razem       | Razem  | 92           | 23           | 4             | 1             | 96      | 24      |